# Mirakowo
Mirakowo – wieś w Polsce położona w województwie kujawsko-pomorskim, w powiecie toruńskim, w gminie Chełmża, nad jeziorami Chełmżyńskim i Grodzieńskim.

## Części wsi
| SIMC    | Nazwa    | Rodzaj  |
| ------- | -------- | ------- |
| 0842070 | Grodno   | kolonia |
| 0842087 | Morczyny | kolonia |

## Podział i demografia

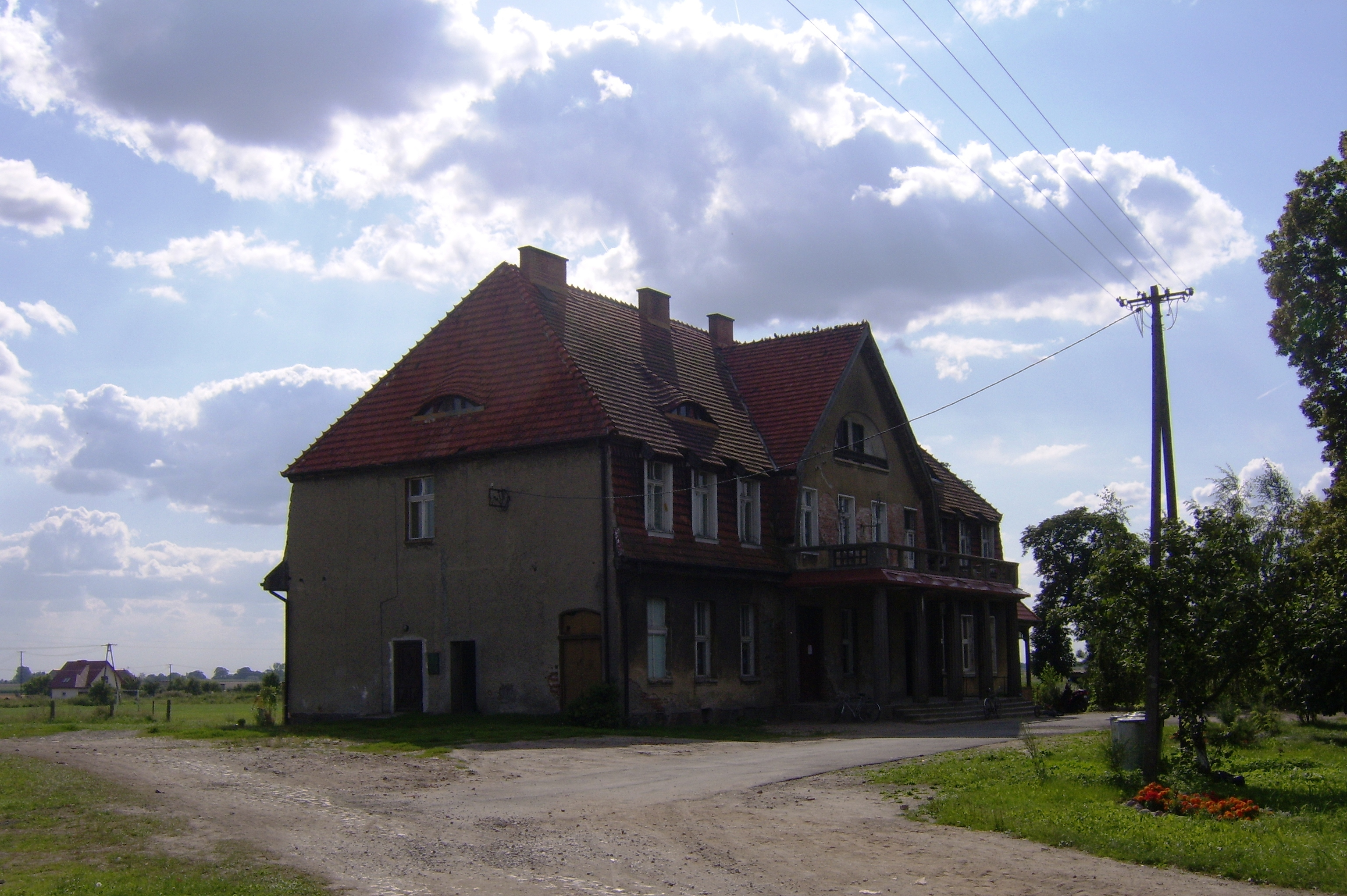
Mirakowo: pałac

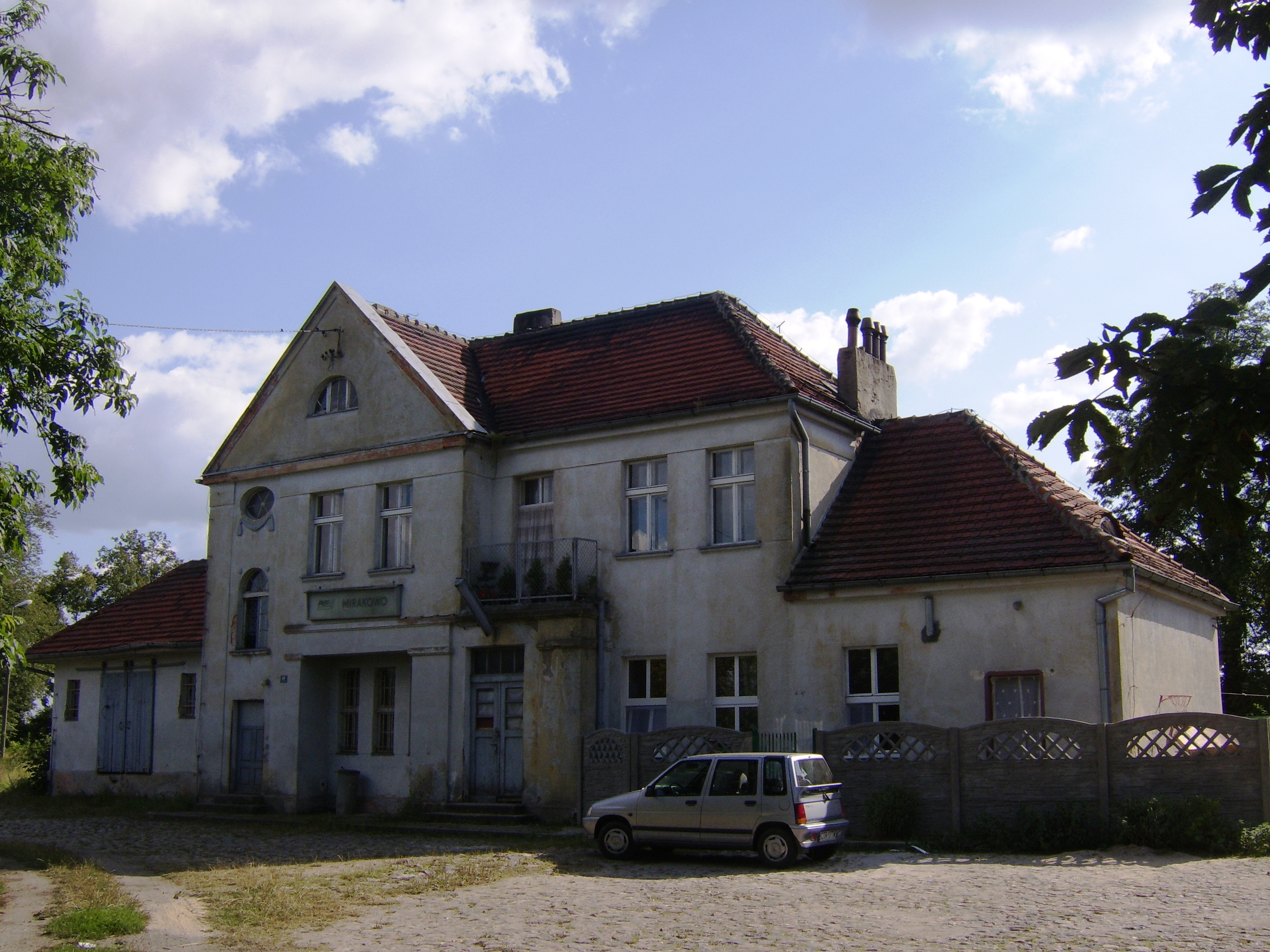
Mirakowo: stacja kolejowa

W latach 1975–1998 miejscowość administracyjnie należała do województwa toruńskiego. Według Narodowego Spisu Powszechnego (III 2011 r.) liczyła 570 mieszkańców. Jest szóstą co do wielkości miejscowością gminy Chełmża.

## Historia
W dokumentach 1667 wzmiankowane jako Merkau, 1222 Mirche, Merke, Merkaw. Wizytacja Strzesza z roku 1667 donosi, że wieś tę posiadał wtedy Andrzej Konarski, wojewoda malborski.

## Obiekty zabytkowe
W Mirakowie stoi XVIII-wieczny pałacyk, który wybudował ród Mellinów. Pałac jest dziś zaniedbany. Spiżarnia i wozownia zostały umieszczone pod ziemią, była to pierwsza podziemna wozownia na ziemiach Pomorza. W Mirakowie znajduje się ośrodek Polskiego Związku Łowieckiego, którego działacze polują w okolicznych borach sosnowych. Wieś podlega parafii Kiełbasin pw. Narodzenia Najświętszej Marii Panny.

## Linia kolejowa
Znajduje się tutaj nieczynna stacja kolejowa, z budynkami w stylu neoklasycystycznym. Pociągi w relacji Brodnica-Chełmża kursowały od lipca 1894 r. do końca września 1999 r. (od października 1999 r. ta linia kolejowa jest zamknięta dla ruchu pasażerskiego i towarowego).